# Leodegarigasse 1

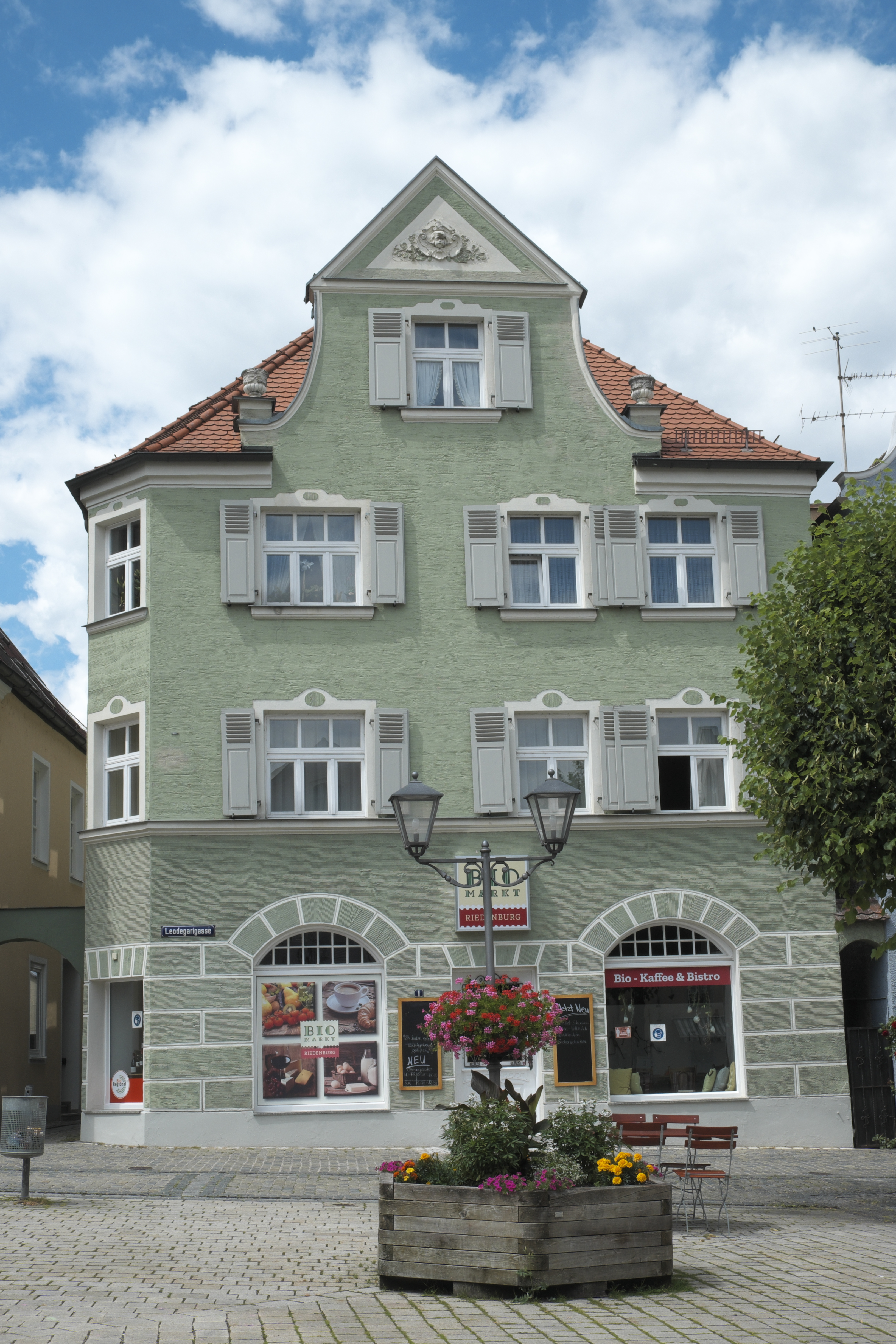
Haus Leodegarigasse 1 in Riedenburg

Das Gebäude Leodegarigasse 1 in Riedenburg, einer Stadt im niederbayerischen Landkreis Kelheim, wurde im 17. Jahrhundert errichtet. Das barocke Wohn- und Geschäftshaus ist ein geschütztes Baudenkmal.
Das dreigeschossige Haus mit Zwerchgiebel in Ecklage gehört zum Ensemble Marktplatz. Es hat im Erdgeschoss mehrere Umbauten erfahren. Die Fenster sind mit Stuckrahmungen geschmückt und der Zwerchgiebel schließt mit einem Dreieck ab, in dem ein Engelskopf in einer Rocailleverzierung zu sehen ist.